# Scuola di Laon
La Scuola di Laon fu una delle più antiche e rinomate scuole cattedrali dell'Occidente cristiano del XII secolo.
La successione dei scolarchi ebbe inizio fra il 760 e il 780 e continuò per un secolo e mezzo.
Circa 371 opere furono attribuite all'attività di questa scuola fra il IX e il X secolo. Nel terzo quarto del nono secolo, Laon formò un collegamento importante fra i centri culturali responsabili della Rinascita carolingia, poiché la sua scuola cattedrale trasmise a un'intera generazione di studiosi del Continente i frutti del lavoro intellettuale di un piccolo gruppo di studiosi irlandesi, che comprendeva Giovanni Scoto Eriugena e Martinus Hiberniensis. 
Vari studiosi si occuparono del fatto che Giovanni Scoto Eriugena forse fu studente di questa scuola.
In breve tempo divenne una delle più importanti scuole cattedrali d'Europa, che attrasse studenti da tutto la cristianità di lingua latina. La sua fama fu paragonabile a quella della Scuola di Chartres e a quella di Bec. Laon fu caratterizzata da una estrema fedeltà ai testi patristici e alla lettera della Sacra Scrittura, che dal punto di vista dottrinale poco aggiunse al Magistero della Chiesa. Fu tuttavia importante dal punto di vista organizzativo. Dopo quella di Bec, fu la prima scuola di teologia che ebbe fama e attrasse studenti da tutto l'Occidente latino. Diversamente da quest'ultima, fu riservata ai soli chierici.

## Storia

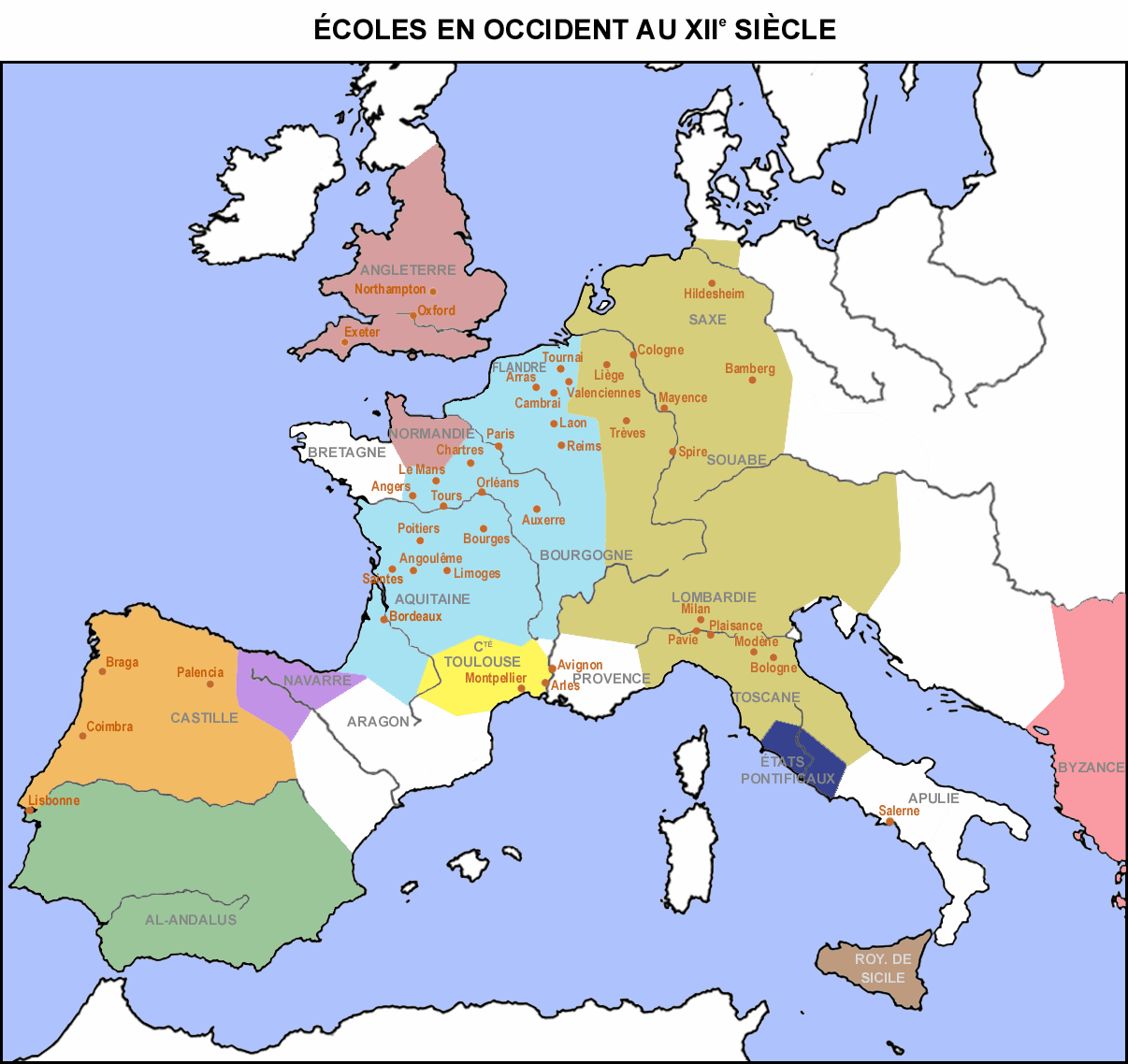
Le diverse scuole dell'Occidente del XII secolo

Remigio di Reims studiò retorica presso la chiesa madre di Nostra Signora di Laon, segno che una scuola cattedrale esisteva in questa località già nel VI secolo. Nel VII secolo era attivo un importante scriptorium all'interno dell'Abbazia di san Giovanni di Laon.
Nel IX secolo il palazzo reale di Carlo il Calvo fu la cornice entro la quale insegnarono i maestri più illustri, quelli irlandesi, nell'ambito della Rinascita carolingia. Il periodo più noto è quello che risale ai maestri Anselmo di Laon e a suo fratello Rodolfo, che attiravano studenti da tutto l'Occidente. All'epoca gli studenti viaggiavano anche a grandi distanze per assistere alle lezioni dei maestri più famosi.
Ne tesserono le lodi Guiberto di Nogent, Ruperto di Deutz, Pietro di Celle, Giovanni di Salisbury ed Ermanno di Tournai. Les Miracles de Notre-Dame de Laon, attribuito all'abate Vibaldo di Corbie, fa riferimento a "uomini dottissimi, he nella Chiesa di Dio hanno lasciato traccia delle loro opere illustri" come Beda il Venerabile, Ambrogio di Milano, Rabano Mauro e Duns Scoto, oltre ai fratelli Anselmo e Rodolfo di Laon che erano contemporanei all'autore del testo.

## Insegnamenti
Le sette arti liberali, raffigurate sulla facciata della Cattedrale di Nostra Signora di Laon, 
(illustrazioni tratte dal Dictionnaire raisonné de l’architecture française du XIe au XVIe siècle, di Eugène Viollet-le-Duc).
Il Trivio:

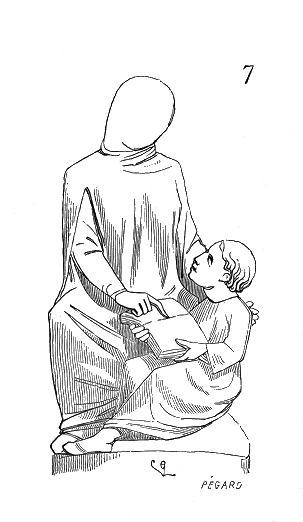
La grammatica.
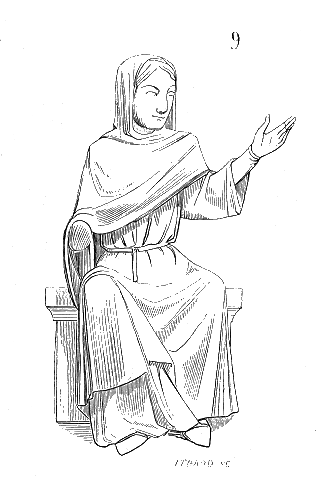
La retorica.
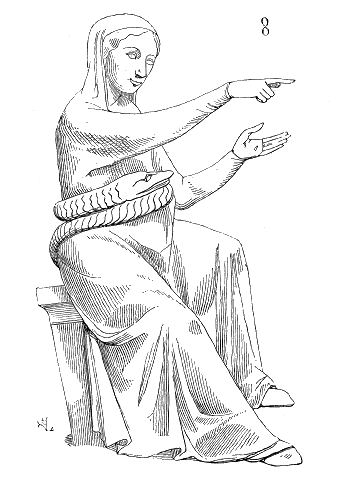
La dialettica.

Nella scuola di Laon si insegnavano le arti del Trivio (grammatica, retorica e dialettica) e del Quadrivio (aritmetica, musica, geometria, astronomia). La scuola introdusse anche gli insegnamenti della medicina, delle arti geometriche, dell'astronomia e della musica. Rdolfo di Laon fu tra i primi ad introdurre l'insegnamento della matematica e a sistematizzare l'uso dello zero col simbolo attuale (0) che andava a sostituire il punto, che nelle epoche precedenti era stata fonte di numerosi errori.
Questa scuola introdusse anche l'analisi teologicae la glossa dei testi sacri (v. Glossa ordinaria), suddivisa in glossa interlineare o intralineare che studiava il testo parola per parola, e glossa extralineare o marginale che era scritta margine dei manoscritti. Tali studi si espansero ad altre scuole cattedrali, come la Scuola di Parigi. Gli insegnanti rispondevano alle domande degli allievi e le raccoglievano in scritti che erano copiati dai monaci dell'Abbazia di Vauclair (modello didattico cui si ispirò poi la Summa Theologiae).

Il Quadrivio :
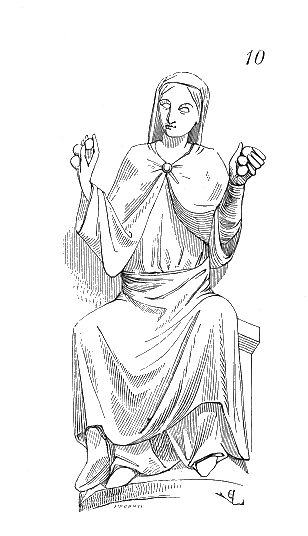
L'aritmetica.
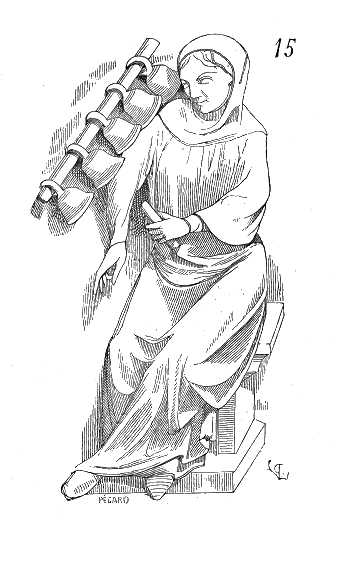
La musica.
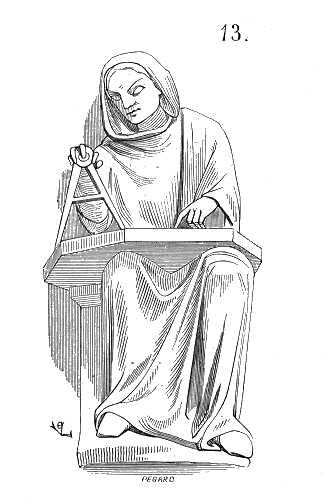
La geometria.
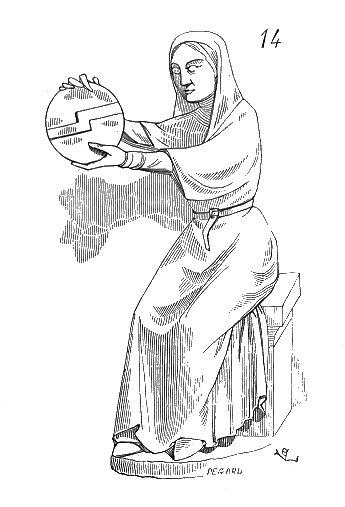
L'astronomia.

## Personalità illustri

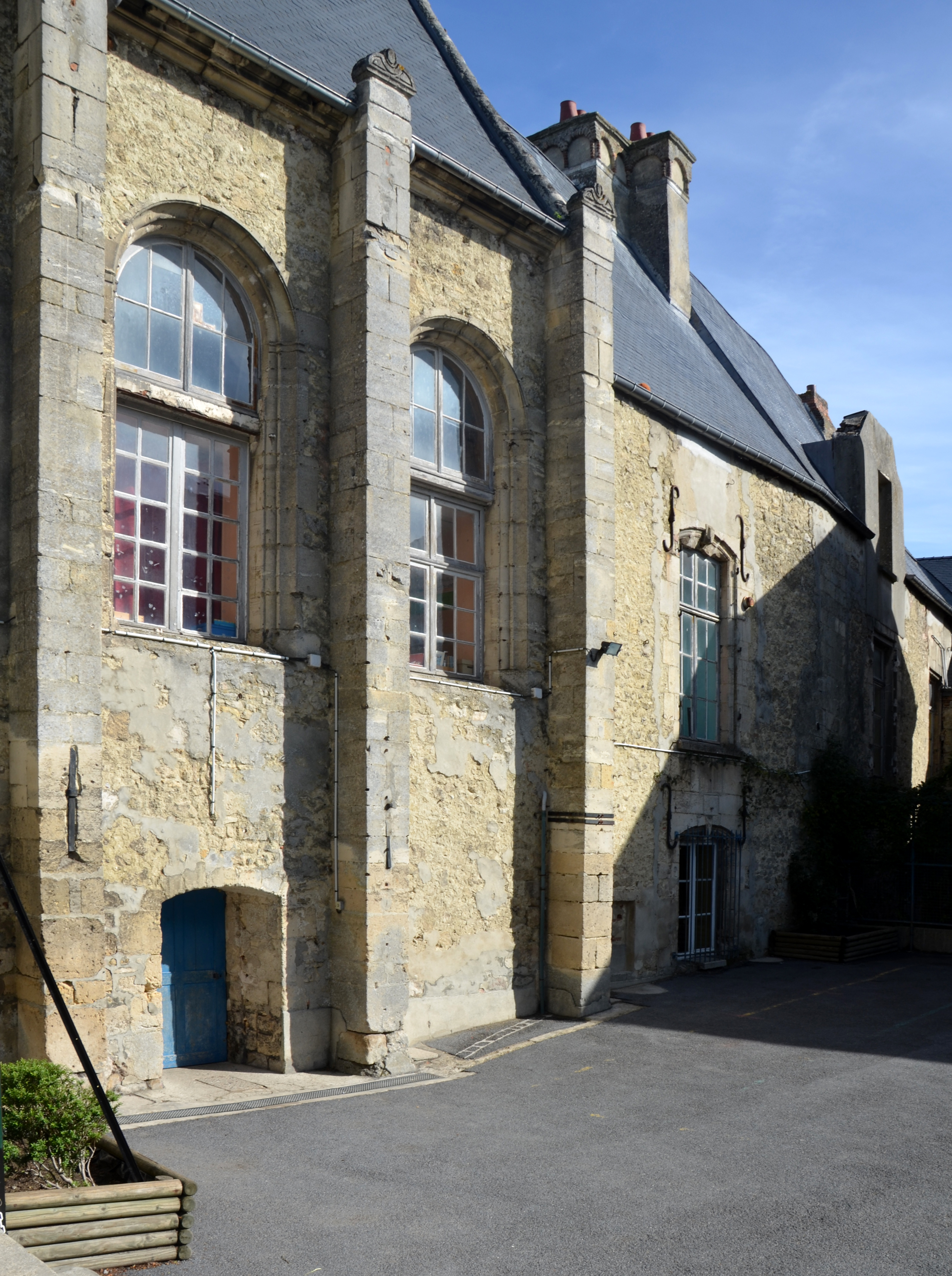
Priorato di Val-des-Écoliers in Laon.

Abelardo fu uno degli allievi più illustri della scuola di Laon e ne rievocò il ricordo in Storia delle mie sventure (Historiat Calamitatum). Altri allievi illustri furono: Roscellino di Compiègne, Guglielmo di Champeaux, Alberico di Reims, Matteo di Albano, Gilberto l'Universale, Norberto di Prémontré, Algaro vescovo di Coutances, Guglielmo il Bretone, Guglielmo di Harcigny, Norberto di Xanten.
Uno degli allievi prediletti dai fratelli Anselmo e Rodolfo fu Lotulfo di Lombardia, detto anche il Novarese.
L'afflusso massiccio di studenti modificò l'assetto urbanistico della città di Laon, attorno all'attuale rue Vinchon, ma anche nella toponomastica dove rue de Scots era in riferimento agli studenti scozzesi e agli irlandesi che qui soggiornarono.
La Scuola di Laon fece parte del Rinascimento del XII secolo. Citazione: "e precorse la nascita delle prime università in quello successivo.